# Лехтонен, Микко (1987)
Микко Лехтонен (фин. Mikko Lehtonen; 1 апреля 1987, Эспоо) — финский хоккеист, крайний правый нападающий. Воспитанник клуба «Эспоо Блюз». В настоящее время выступает за «Фехервар АВ19».

## Карьера
Микко Лехтонен начал свою профессиональную карьеру в 2004 году в составе родного клуба СМ-Лиги «Эспоо Блюз», выступая до этого за его фарм-клуб. В следующем году на драфте НХЛ он был выбран в 3 раунде под общим 83 номером клубом «Бостон Брюинз». 31 мая 2007 года Микко подписал двухсторонний контракт с «Бостоном», однако в Северную Америку он отправился только после окончания сезона 2007/08, став серебряным призёром чемпионата Финляндии. 11 апреля 2009 года Лехтонен дебютировал в НХЛ в матче против «Баффало Сэйбрз», который завершился поражением «мишек» со счётом 1:6.
Тем не менее, за 2 года за океаном Микко првёл в НХЛ лишь 2 матча, в основном выступая в фарм-клубе «Бостона» «Провиденс Брюинз». В 2010 году Лехтонен принял участие в матче «Всех звёзд» АХЛ. Однако сезон 2010/11 Микко принял решение провести в Европе в составе клуба Шведской элитной серии «Шеллефтео». 28 февраля 2011 года, в то время как Лехтонен находился в Швеции, права на него были отданы клубу «Миннесота Уайлд». Таким образом, Микко стал частью обмена Антона Худобина в «Бостон».
Сезон 2010/11 стал для Лехтонена очень успешным — вместе с «Шеллефтео» он завоевал серебро шведского первенства, став лучшим снайпером турнира и лучшим бомбардиром Элитной серии среди легионеров. 4 мая 2011 года Микко подписал контракт с череповецкой «Северсталью», став первым финским легионером в истории клуба.

### Международная
В составе сборной Финляндии Микко Лехтонен принимал участие в юниорском чемпионате мира 2005 года, молодёжных чемпионатах мира 2006 и 2007, на первом из которых он вместе с командой стал бронзовым призёром, а на следующем турнире стал лучшим бомбардиром. Также Микко призывался под знамёна сборной для участия в этапах Еврохоккейтура в сезонах 2007/08 и 2010/11.

## Достижения
- Бронзовый призёр молодёжного чемпионата мира 2006.
- Лучший бомбардир молодёжного чемпионата мира 2007.
- Серебряный призёр чемпионата Финляндии 2008.
- Участник матча «Всех звёзд» АХЛ 2010.
- Серебряный призёр чемпионата Швеции 2011.
- Лучший снайпер чемпионата Швеции 2011.